# Nationale Bibliotheek en Archieven van Tuvalu
De Nationale Bibliotheek en Archieven van Tuvalu (Engels: Tuvalu National Library and Archives (TNLA)) is de nationale bibliotheek van Tuvalu op het atol Funafuti.

Behalve bibliotheek is dit ook een toeristenattractie.